# أرماندو بينديتي
أرماندو بينديتي هو صحفي وسياسي كولومبي، ولد في 29 أغسطس 1962 في بارانكيا في كولومبيا. نشط حزبياً في الحزب الاجتماعي للوحدة الوطنية. وقد انتخب عضو مجلس الشيوخ في كولومبيا ‏.

## وصلات خارجية
- الموقع الرسمي